# Драченко Максим Олегович
Макси́м Оле́гович Драче́нко (28 січня 1990, Черкаси, УРСР) — український футболіст, півзахисник казахського «Кизилжара». Чемпіон другої та першої ліг чемпіонату України з футболу, здобув обидва титули разом із донецьким «Олімпіком».

## Клубна кар'єра
Максим Драченко народився 28 січня 1990 року. Займатися футболом він почав у складі команди своєї спортшколи, де брав участь в іграх дитячо-юнацької футбольної ліги України з 2003 по 2006 рік під керівництвом Ковалевича Сергія Миколайовича. У 2006 році перейшов до складу молодіжної команди донецького «Шахтаря».
Професіональну кар'єру розпочав у 2007 році у складі фарм-клубу «Шахтаря» в матчі проти комсомольського «Гірника». У сезоні 2007/08 відіграв за команду 23 матчі в чемпіонаті й відзначився голом у ворота криворізького «Гірника». Брав також участь у тогорічному турнірі дублерів, де зіграв три матчі. За підсумками сезону команда Максима посіла 7-ме місце у групі Б Другої ліги України.
У сезоні 2008/09 Драченко все частіше виходив на поле у стартовому складі, зігравши загалом 22 матчі в українському чемпіонаті, що дозволило «Шахтарю» посісти п'яте місце групи Б Другої ліги.
Сезон 2008/09 став останнім для гравця у складі «Шахтаря». Того року він зіграв 21 матч у чемпіонаті, а також 4 матчі провів у рамках Кубка Ліги, де забив гол у ворота фарм-клубу маріупольського «Іллічівця».
У 2010 році перейшов до донецького «Олімпіка», у складі якого того року зіграв 21 матч у чемпіонаті й забив гол у ворота фарм-клубу дніпропетровського «Дніпра». Крім цього Драченко вийшов на поле в кубковому матчі проти «Арсенала» з Білої Церкви, де донеччани поступилися з рахунком 1:3. Попри це сезон для команди з Донецька був доволі успішним — вони посіли перше місце у групі Б Другої ліги, що дозволило їм перейти до вищого дивізіону — Першої ліги України.
У сезоні 2011/12, де донецька команда посіла 12-те місце, Максим відіграв 21 матч і забив гол у ворота ужгородської «Говерли». Також зіграв у матчі Кубка України, де суперником «Олімпіка» була чернівецька «Буковина», якій донеччани поступилися з рахунком 2:3.
Сезон 2012/13 гравець завершив із 25-ма матчами в активі, а доннечани натомість посіли 11-те місце у Першій лізі, у такий спосіб покращивши торішній результат. У кубковому матчі, де грав і Драченко, «Олімпік» укотре поступився вже в першому матчі, цього разу харківському «Геліосу» з рахунком 0:3.
Одним із найуспішніших став для футболіста сезон 2013/14: він зіграв 28 матчів і забив 6 голів у чемпіонаті, крім того відзначився голом у єдиному матчі кубка у ворота футбольного клубу «Олександрія». Ці досягнення дозволили його команді посісти перше місце Першої ліги й отримати шанс на виступи у Прем'єр-лізі.
В середині сезону 2016/17 залишив «Олімпік» за обопільною згодою.
Взимку 2017 року відправився на збори з кропивницькою «Зіркою», а в лютому підписав з клубом контракт

## Статистика виступів

### Статистика клубних виступів
| Клуб                | Сезон              | Чемпіонат | Чемпіонат | Кубок    | Кубок | Кубок | Інші змагання | Інші змагання | Інші змагання | Загалом | Загалом |
| Клуб                | Сезон              | Ігор      | Голів     | Змагання | Ігор  | Голів | Змагання      | Ігор          | Голів         | Ігор    | Голів   |
| ------------------- | ------------------ | --------- | --------- | -------- | ----- | ----- | ------------- | ------------- | ------------- | ------- | ------- |
| «Шахтар-3»          | 2007—08            | 23        | 1         |          | 0     | 0     | ТД            | 3             | 0             | 26      | 1       |
| «Шахтар-3»          | 2008—09            | 22        | 0         |          | 0     | 0     |               | 0             | 0             | 22      | 0       |
| «Шахтар-3»          | 2009—10            | 21        | 0         |          | 0     | 0     | КЛ            | 4             | 1             | 25      | 1       |
| «Шахтар-3»          | Загалом            | 66        | 1         |          | 0     | 0     |               | 7             | 1             | 73      | 2       |
| «Олімпік» (Донецьк) | 2010—11            | 21        | 1         | КУ       | 1     | 0     |               | 0             | 0             | 22      | 1       |
| «Олімпік» (Донецьк) | 2011—12            | 21        | 1         | КУ       | 1     | 0     |               | 0             | 0             | 22      | 1       |
| «Олімпік» (Донецьк) | 2012—13            | 25        | 0         | КУ       | 1     | 0     |               | 0             | 0             | 26      | 0       |
| «Олімпік» (Донецьк) | 2013—14            | 28        | 6         | КУ       | 1     | 1     |               | 0             | 0             | 29      | 7       |
| «Олімпік» (Донецьк) | 2014—15            | 4         | 0         |          | 0     | 0     |               | 0             | 0             | 4       | 0       |
| «Олімпік» (Донецьк) | Загалом            | 99        | 8         |          | 4     | 1     |               | 0             | 0             | 103     | 9       |
| Загалом за кар'єру  | Загалом за кар'єру | 165       | 9         |          | 4     | 1     |               | 7             | 1             | 176     | 11      |

## Титули та досягнення

### Командні
- Золотий призер Другої ліги України:

«Олімпік» (Донецьк): 2010/11
- Золотий призер Першої ліги України:

«Олімпік» (Донецьк): 2013/14